# Graham Rowntree
(Sir Clive Woodward, 2003)
Graham Cristopher Rowntree (Stockton-on-Tees, 18 aprile 1971) è un ex rugbista a 15 e allenatore di rugby a 15 britannico, nazionale inglese, per 20 anni pilone del Leicester; partecipò a due edizioni della Coppa del Mondo di rugby e fu presente in due tour dei British Lions; attualmente è allenatore del Munster.

## Biografia
Rowntree, avviatosi al rugby nell'èra ancora dilettantistica di tale disciplina, fu ingaggiato dal Leicester nel 1988, e ivi compì la trafila attraverso le giovanili prima di esordire in prima squadra due anni dopo, nel 1990; negli anni che seguirono formò una solida prima linea insieme con il pilone Darren Garforth e il tallonatore Richard Cockerill.
I tre furono spesso usati in blocco anche in Nazionale.
Nel 1993 giunse l'esordio nell'Inghilterra “A” e la convocazione nei Barbarians, e nel 1995 debuttò in Nazionale maggiore, in un incontro del Cinque Nazioni da sostituto in corso di gara di Jason Leonard.
Nello stesso anno arrivò anche la convocazione nella rosa inglese alla Coppa del Mondo di rugby 1995; due anni dopo fu selezionato dai British Lions per il loro tour in Sudafrica, nel quale fu impiegato in sei incontri, ma nessuno di essi a livello di test match ufficiale.
Fu presente anche alla Coppa del Mondo di rugby 1999, poi per circa un biennio il C.T. Clive Woodward non lo convocò più finché una serie di prestazioni convincenti spinsero il tecnico a riproporre il giocatore in Nazionale; accadde nel tour 2001 in Nord America, contro Canada e Stati Uniti e, più tardi, nei test autunnali dello stesso anno. Nel 2002 non saltò alcuno dei cinque incontri del Sei Nazioni e l'anno successivo prese parte ai test di preparazione alla Coppa del Mondo di rugby 2003; ciononostante Woodward, con una sofferta decisione, lo tenne fuori dai convocati ufficiali per il torneo che l'Inghilterra finì per vincere. Rientrato in Nazionale nel 2004 fu chiamato per un secondo tour dei British Lions nel 2005, in Argentina e Nuova Zelanda; in tale occasione Rowntree fu utilizzato in tre test match ufficiali (uno contro i Pumas e due contro gli All Blacks).
A livello di club ha chiuso con quasi 400 incontri ufficiali con la maglia del Leicester, di cui 154 quelli dell'èra professionistica in Premiership.
L'ultimo incontro internazionale era stato nel 2006 in Australia, per la Cook Cup; nella stagione successiva, la sua ultima da giocatore, alternò il ruolo con quello di assistente allenatore; nel 2007 smise definitivamente l'attività agonistica e dalla stagione 2007-08 fa parte dello staff tecnico della Nazionale inglese, prima sotto la direzione del C.T. Brian Ashton, poi confermato dal nuovo tecnico Martin Johnson.
In occasione del tour dei British Lions del 2009 in Sudafrica, il tecnico Ian McGeechan designò Rowntree come allenatore degli avanti.

## Palmarès

### Giocatore
- Premiership: 5
Leicester: 1994-95, 1998-99, 1999-2000, 2000-01, 2001-02
- Coppe Anglo-Gallesi: 3
Leicester: 1992-93, 1996-97, 2006-07
- Heineken Cup: 2
Leicester: 2000-01, 2001-02

### Allenatore
- United Rugby Championship: 1
Munster: 2022-23